# Drew Gilpin Faust
Catharine Drew Gilpin Faust (sinh ngày 18 tháng 9 năm 1947) là một nhà sử học, nhà giáo dục, quản trị viên cao đẳng và là chủ tịch của Đại học Harvard. Faust là người phụ nữ đầu tiên làm hiệu trưởng của đại học Harvard và là hiệu trưởng thứ 28 của trường đại học này. Faust là phụ nữ thứ năm làm hiệu trưởng của một trường đại học Ivy League và là nguyên chủ nhiệm của Viện Nghiên cứu và Nâng cao Radcliffe. Faust là hiệu trưởng đầu tiên của Harvard kể từ năm 1672 mà không có bằng đại học hoặc sau đại học của Harvard, và người đầu tiên được đưa lên ở miền Nam. Năm 2014, bà được tạp chí Forbes xếp hạng là người phụ nữ quyền lực thứ 33 trong danh sách những người phụ nữ quyền lực nhất trên thế giới.

## Tiểu sử
Bà có tên lúc sinh là Catharine Drew Gilpin ở thành phố New York và lớn lên ở quận Clarke, Virginia, thung lũng Shenandoah. Bà là con gái của Catharine Ginna (nhũ danh Mellick) và McGhee Tyson Gilpin; Cha bà là một cựu sinh viên đại học Princeton và là nhà lai tạo những con ngựa thuần chủng. Ông nội của bà, Lawrence Tyson, là một Thượng nghị sĩ Hoa Kỳ từ Tennessee trong những năm 1920. Faust cũng có tổ tiên của New England và là hậu duệ của vị lãnh đạo thứ ba của Princeton, Jonathan Edwards.
Bà tốt nghiệp Học viện Concord, Concord, Massachusetts, năm 1964. Bà lấy bằng Cử nhân từ Cao đẳng Bryn Mawr năm 1968. Bà tốt nghiệp magna cum laude với bằng hạng ưu về chuyên ngành lịch sử. Bà đã theo học tại trường đại học Pennsylvania để lấy bằng thạc sĩ, lấy bằng thạc sĩ năm 1971 và bằng tiến sĩ về nền văn minh Mỹ vào năm 1975 với một luận văn mang tựa đề A Sacred Circle: The Social Role of the Intellectual in the Old South, 1840–1860. (Một Vòng tròn Thánh: Vai trò Xã hội của Trí tuệ ở Nam Kỳ, 1840-1860). Trong cùng năm đó, bà gia nhập khoa giảng dạy Đại học Pennsylvania làm trợ lý giáo sư về văn minh Mỹ. Dựa trên nghiên cứu và giảng dạy của mình, bà đã được phong giáo sư lịch sử Walter Annenberg. Là một chuyên gia về lịch sử miền Nam trong giai đoạn đầu tiên của thời Antebellum và Nội chiến, Faust đã phát triển những quan điểm mới trong lịch sử trí tuệ của miền Nam bán nguyệt và trong vai trò thay đổi của phụ nữ trong cuộc nội chiến.
Bà là tác giả của sáu cuốn sách, bao gồm các bà mẹ của sáng chế: phụ nữ miền Nam nô lệ trong cuộc Nội chiến Hoa Kỳ (1996), trong đó bà đã giành được cả hai Hiệp hội Các nhà Lịch sử Hoa Kỳ Francis Parkman Prize và Giải thưởng Avery O. Craven của Tổ chức Của các nhà sử học Mỹ vào năm 1997. Các tác phẩm của bà bao gồm James Henry Hammond và Old South, một tiểu sử của James Henry Hammond, thống đốc bang Nam Carolina từ năm 1842 đến năm 1844. Cuốn sách gần đây nhất của Faust là "Cộng đồng Cứu nạn" (2008) này là một cuộc thăm dò sâu sắc về cách mà sự hiểu biết về cái chết của Hoa Kỳ được định hình bởi những tổn thất lớn trong cuộc Nội Chiến. Đây là lần cuối cùng của giải Pulitzer và National Book Award (xem các giải thưởng dưới đây).
Năm 2001, Faust được bổ nhiệm làm hiệu trưởng đầu tiên của Viện Nghiên cứu Tiên tiến Radcliffe, được thành lập sau khi hợp nhất Radcliffe College với Đại học Harvard.

## Hiệu trưởng Đại học Havard
Vào ngày 8 tháng 2 năm 2007, Harvard Crimson báo cáo rằng Faust đã được chọn làm hiệu trưởng tiếp theo của trường đại học Havard. Sau khi được sự chấp thuận chính thức của ban điều hành của trường đại học này, quyết định bổ nhiệm bà làm hiệu trưởng được đưa ra chính thức ba ngày sau đó.
Việc bổ nhiệm bà vào chức vụ này theo sau sự ra đi của Lawrence H. Summers, người đã từ chức vào ngày 30 tháng 6 năm 2006, sau một loạt các tuyên bố gây tranh cãi dẫn tới sự chỉ trích nhiều hơn từ các thành viên của khoa Khoa học và Khoa học Harvard. Derek Bok, người từng giữ chức vụ Tổng thống Harvard từ năm 1971-1991, đã trở lại làm hiệu trưởng tạm thời trong năm học 2006-2007.
Trong một cuộc họp báo ở khuôn viên Faust, ông nói: "Tôi hy vọng rằng việc bổ nhiệm tôi có thể là một biểu tượng của việc mở ra những cơ hội mà trước đây không thể tưởng tượng được kể cả một thế hệ." Bà cũng nói thêm, "Tôi không phải là hiệu trưởng phụ nữ của Harvard, tôi là hiệu trưởng của Harvard."